# چشم اوا
چشم اِوا فیلمی نروژی در سبک جنایی، درام، مهیج است که در سال ۱۹۹۹ منتشر شد.

## موضوع فیلم
هنگامی که اِوا و دخترش در حال پیاده‌روی مشغول صحبت کردن هستند، جسدی را که روی آب رودخانه شناور است می‌بینند.